# روش باتو
روش باتو هي مدينة من مدن هايتي. يبلغ عدد سكانها 16,727 نسمة وذلك حسب إحصائيات سنة 2009. يبلغ ارتفاع المدينة عن سطح البحر قرابة 97 متر.